# 氯化［吡啶-2,6-二(2,1-亚苯基)］金
氯化[吡啶-2,6-二(2,1-亚苯基)]金是一种配位化合物，化学式为C17H11AuClN，它可由氯化[2-(6-苯基-2-吡啶基)苯基]汞和氯金酸钾（KAuCl4）在乙腈中回流反应得到。它和三氟乙酸银在二氯甲烷中反应，氯可以被三氟乙酸根取代。它在室温下和1,3,5-三氮杂-7-磷杂金刚烷（PTA）反应，得到[C17H11NAu-PTA]PF6。在相应的反应条件下，也能得到含有新的Au-C键的有机金化合物。